# Михай Бабич
Михай Бабич (на унгарски: Babits Mihály) е унгарски поет, писател, литературен историк и преводач. Заедно с Ендре Ади е сред водещите фигури на литературното движение „Нюгат“ от началото на XX век. Стиховете му са преведени на повече от 20 езика.

## Биография и творчество
Михай Бабич е роден на 26 ноември 1883 г. в Сексард, Кралство Унгария, в еврейското семейство на съдията Михай Бабич и Аврора Келемен. Баща му впоследствие е преместен в Будапеща, а след това в Печ през 1891 г. Учи в гимназията на цистерцианския орден в Печ. Когато е в пети клас, баща му умира и той е отгледан в Сексард от чичо си по майчина линия – ергенът Михай Келемен, който работи като армейски главен лекар.
В периода 1901 – 1905 г. следва унгарско-френска, а по-късно латинска филология във Факултета по изкуствата на университета „Лоранд Етвьош“. Като студент започва да пише стихове, но не ги публикува. Посещава и семинар по стилистика при известния университетски професор Ласло Недеси, където се запознава с Дюла Юхас и Деже Коштолани.
След дипломирането си работи като гимназиален учител в Бая и Сегед (1906 – 1908). След това преподава във Фъгъраш, а в периода 1911 – 1916 г. – в гимназията в Уйпещ и в гимназията „Ференц Кьолчей“ в Будапеща. Първите му стихове са публикувани в антологията „Утре“ през 1908 г. Паралелно с работата си продължава да пише стихове.
Първата му книга, стихосбирката „Листа от венеца на Ирис“ (Levelek Iris koszorújából), е издадена през 1909 г. Втората му стихосбирка „Принце, ако дойде и зимата!“ (Herceg, hátha megjön a tél is!) е издадена през 1911 г. През 1913 г. пише първия си роман „Халифът-щърк (Животът на Елемер Табори)“, който е издаден през 1916 г. През 1913 г. започва да превежда „Божествена комедия“ на Данте Алигиери от античен италиански оригинал. „Адът“ е публикуван през 1913 г., „Чистилище“ през 1920 г. и „Рай“ през 1923 г. За превода италианската държава го награждава с наградата „Сан Ремо“ през 1940 г. Издаването на любовната му поема „Играх с ръцете му“ през втората година на Първата световна война става причина да бъде обвинен в пацифизъм и освободен от учителската си работа.
Третият му сборник с поезия „Речитатив“ е публикуван през 1916 г. От 1916 г. работи като редактор на литературното списание „Нюгат“ (в превод: запад), а от 1933 г. – и като негов главен редактор. През 1919 г. за кратко е преподавател в университета, но след падането на Съветската република е уволнен и лишен от учителска пенсия.
На 15 януари 1921 г. се жени за писателката Илона Танер. През 1924 г. купува вила в подножието на град Естергом, където прекарва много време до смъртта си и създава много от творбите си. В него приема известни писатели, поети и художници, всеки от които се подписва на „стената с автографи“. След извършен основен ремонт от 2008 г. вилата функционира като Мемориална къща на Михай Бабич.
От 1927 г. работи като уредник на фондация „Баумгартен“, с което придобива голямо влияние в унгарския литературен живот. От 1930 г. е член на дружеството „Кишфалуди“, основано в памет на поета Кароли Кишфалуди, което издава произведенията му. През 1940 г. е избран за член на Унгарската академия на науките.
Автор е на много разкази, литературоведски и теоретични студии и есета, на стихосбирките „Остров и море“ (1925), „Боговете умират, човекът живее“ (1929), „Книга на Йона“ (поема с библейски сюжет, 1939), на романа „Синовете на смъртта“ (1927), на „История на европейската литература“ (1934). През 1937 – 1939 г. издава събрани съчинения в 10 тома. Превежда на унгарски „Буря“ на Уилям Шекспир, творби на Софокъл, Бодлер, Гьоте, както и други автори. В някои свои произведения се обявява срещу войната и империализма.
Михай Бабич умира на 4 август 1941 г. от рак на гърлото след продължително боледуване в санаториума „Сиеста“ в Будапеща. В негова чест са поставени множество паметници и мемориални плочи.
- Статуя на Михай Бабич в Естергом. от Тибор Борбас (1983)
- Статуя на Михай Бабич в Будапеща, от Ласло Мартон (2008)
- Статуя на Михай Бабич в Сексард, от Пал Фаркас (1981)
- Статуя на Михай Бабич в Сексард, от Гюла Кис Ковач (1971)

## Произведения

### Самостоятелни романи
- A gólyakalifa (1913, публикуван 1916)[9]
Халифът-щърк (Животът на Елемер Табори)[1][2][3], изд. „Сонм“ (2017), прев. Светла Кьосева
- Timár Virgil fia (1922)
- Kártyavár (1923)
- Halálfiai (1927)
- Elza pilóta vagy a tökéletes társadalom (1933)

### Поезия
- Levelek Iris koszorújából (1909)[9]
- Herceg, hátha megjön a tél is! (1911)
- Béke és háború közt (1911 – 1913)
- Recitatív (1916)
- Nyugtalanság völgye (1920)
- Sziget és tenger (1925)
- Az Istenek halnak, az ember él (1929)
- Versenyt az esztendőkkel! (1933)
- Összes versei (1938)

#### Отделни стихотворения
- In Horatium (1904)
- Óda a bűnhöz (1904)
- Himnusz Irishez (1904)
- A lírikus epilógja (1904)
- Messze… messze… (1907)
- Esti kérdés (1909)
- Május huszonhárom Rákospalotán (1912)
- Húsvét előtt (1916)
- Fortissimo (1917)
- Zsoltár férfihangra (1918)
- A gazda bekeríti házát (1925)
- Cigány a siralomházban (1929)
- Mint különös hírmondó (1930)
- Csak posta voltál (1933)
- Ősz és tavasz között (1936)
- Balázsolás (1937)
- Jónás könyve (1938)
- Jónás imája (1939)[10]

### Документалистика
- Petőfi és Arany (1910)[9]
- Az irodalom halottjai (1910)
- Az ifjú Vörösmarty (1911)
- A férfi Vörösmarty (1911)
- Tanulmány Adyról (1920)
- Bevezetés a „Divina Commedia“ olvasásához (1930)
- Írók két háború közt (1941)

### Екранизации
- 1917 Gólyakalifa
- 1970 Hatholdas rózsakert
- 1983 Barackvirág – тв филм
- 1992 Jónás nyara – тв филм
- 1999 A bor lelke